# Чудинов, Фёдор Александрович
Фёдор Алекса́ндрович Чуди́нов (род. 15 сентября 1987, Братск, Россия) — российский боксёр-профессионал, выступавший во второй средней весовой категории. Заслуженный мастер спорта России. Брат боксёра Дмитрия Чудинова.
Среди профессионалов бывший суперчемпион мира по версии WBA (2016), регулярный чемпион мира по версии WBA (2015—2016), временный чемпион мира по версии WBA (2014—2015), чемпион по версиям WBA International (2017—2019), WBA Continental (2019), WBA Gold (2019—2022) во 2-м среднем весе.

## Любительская карьера
Фёдор Чудинов родился 15 сентября 1987 года в городе Братске, Иркутская область. Активно заниматься боксом начал в возрасте двенадцати лет под руководством тренера Алексея Галеева. В любительском боксе имеет более 170 боёв. В 2008 году в четвертьфинале чемпионата России он проиграл Максиму Коптякову (5:16) и стал бронзовым призёром национального чемпионата России. 

## Профессиональная карьера
В 2009 году Фёдор Чудинов вместе со старшим братом Дмитрием уехал в США, где начал профессиональную карьеру. В течение последующих лет в Америке принял участие в 5 боях, из них все выиграл. В конце 2012 года вместе с братом вернулся в Россию. Новым промоутером Фёдора Чудинова стал Владимир Хрюнов.

### Бой за временный титул с Беном Маккалохом
11 декабря 2014 года состоялся первый титульный бой Фёдора Чудинова за временный титул чемпиона мира во втором среднем весе по версии WBA. Противостоял ему австралиец Бен Маккалох (14-0), который, как и Чудинов, обладает серьезной ударной мощью. Чудинов победил нокаутом во втором раунде и завоевал титул.

### Чемпионский бой с Феликсом Штурмом
9 мая 2015 года в Германии, победил по очкам Феликса Штурма и завоевал вакантный титул WBA во втором среднем весе.

### Защита статуса чемпиона с Фрэнком Бульони
26 сентября 2015 года в Лондоне на стадионе «Уэмбли» победил по очкам (120—106, 118—108 и 117—109) единогласным решением судей Фрэнка Бульони, сохранив чемпионский пояс.

### Титул суперчемпиона мира по версииWBA
5 января 2016 года стало известно, что Фёдор Чудинов получил статус «суперчемпиона» по версиям WBA во втором среднем весе, после того как владевший этим титулом Андре Уорд перешёл в полутяжёлый вес. А принадлежавший Фёдору титул регулярного чемпиона мира по версиям WBA был разыгран 9 января в бою между Винсентом Файгенбутцем и итальянским боксёром Джованни Де Каролисом, последний из которых и завоевал титул.

#### Бой с Феликсом Штурмом
20 февраля 2016 года Фёдор Чудинов потерпел своё первое поражение в поединке за титул суперчемпиона WBA против немецкого боксёра Феликса Штурма, с которым Фёдор прежде встречался в бою за звание регулярного чемпиона. Бой завершился победой немца по очкам: 114—114, 113—115, 113—115. Члены команды Чудинова остались недовольны результатом боя: менеджер россиянина заявил о намерении подать в суд на ассоциацию, а сам боксёр назвал победу соперника «позорной».
В апреле стало известно, что допинг-проба Штурма дала положительный результат — в крови боксёра был найдён анаболический стероид станозолол. Прокуратура Кёльна возбудила уголовное дело в отношении немецкого боксёра по обвинению в употреблении допинга. В октябре Всемирная боксёрская ассоциация опубликовала резолюцию о том, что она приняла добровольный отказ Штурма от титула суперчемпиона, и объявила его вакантным. Тем не менее, как заявил менеджер Чудинова, команда россиянина будет добиваться аннулирования боя и возвращения титула. Владимир Гендлин, комментировавший бой для России, во время трансляции предвосхитил победу немца, заявив, что «у немцев невозможно выиграть по очкам в Германии».
Несмотря на то, что обе пробы Штурма дали положительный результат, WBA не стала аннулировать бой и возвращать титул Чудинову, оставив его вакантным.

### Чемпионский бой с Джорджем Гроувсом
27 мая 2017 года состоялся бой Чудинов с британцем Джорджем Гроувсом (25-3, 18 KO). Бой выглядел конкурентным, но превосходство Гроувса росло, и в 6-м раунде британцу удалось потрясти российского боксёра. Фёдор держался на ногах, но пропускал всё больше увесистых выпадов Джорджа, и в конце концов рефери остановил поединок, зафиксировав победу Гроувса техническим нокаутом, который в результате завоевал вакантный титул чемпиона мира по версии WBA super во втором среднем весе.

### Бой с Умаром Садиком
12 сентября 2020 года в подмосковных Химках Чудинов защищал свой пояс по версии WBA Gold в поединке против Умара Садика. Бой получился достаточно равный — Садик использовал длину рук, доставая Чудинова джебами с дистанции, в то время как россиянин проводил эффективные комбинации с близкого расстояния. В последнем раунде Чудинову удалось потрясти соперника, который перестал реагировать на атаки Чудинова, что заставило рефери остановить бой, засчитав Чудинову победу техническим нокаутом.

### Бой с Азизбеком Абдугофуровом
29 апреля 2022 года в Красногорске единогласным решением судей (счёт: 93-97, 92-97, 91-98) проиграл опытному узбеку Азизбеку Абдугофурову (13-1).

## Список профессиональных поединков
В таблице перечислены результаты всех поединков боксёров.
В каждой строке указан результат поединка. Дополнительно номер поединка обозначен цветом, который обозначает итог поединка. Расшифровка обозначений и цветов представлена в нижеследующей таблице.
| Пример | Расшифровка                     |
| ------ | ------------------------------- |
|        | Победа                          |
|        | Ничья                           |
|        | Поражение                       |
|        | Планируемый поединок            |
|        | Поединок признан несостоявшимся |
| КО     | Нокаут                          |
| ТКО    | Технический нокаут              |
| PTS    | Решение судей (по очкам)        |
| UD     | Единогласное решение судей      |
| MD     | Решение большинства судей       |
| SD     | Раздельное решение судей        |
| RTD    | Отказ от продолжения боя        |
| DQ     | Дисквалификация                 |
| NC     | Поединок признан несостоявшимся |

| 30 поединков, 26 побед (17 нокаутом), 1 ничья, 3 поражения. | 30 поединков, 26 побед (17 нокаутом), 1 ничья, 3 поражения. | 30 поединков, 26 побед (17 нокаутом), 1 ничья, 3 поражения. | 30 поединков, 26 побед (17 нокаутом), 1 ничья, 3 поражения.     | 30 поединков, 26 побед (17 нокаутом), 1 ничья, 3 поражения. | 30 поединков, 26 побед (17 нокаутом), 1 ничья, 3 поражения.                                                                        |
| Бой                                                         | Дата                                                        | Соперник                                                    | Место проведения                                                | Раундов                                                     | Примечание |
| ----------------------------------------------------------- | ----------------------------------------------------------- | ----------------------------------------------------------- | --------------------------------------------------------------- | ----------------------------------------------------------- | --- |
| 26-3-1                                                      | 24 сентября 2022                                            | Фаррух Джураев (7-7-1)                                      | Сибур Арена, Санкт-Петербург, Россия                            | UD 10 (10)                                                  | Счёт: 98-91, 100-88 (дважды). |
| 25-3-1                                                      | 29 апреля 2022                                              | Азизбек Абдугофуров (13-1)                                  | Vegas City Hall, Красногорск, Московская область, Россия        | UD 10 (10)                                                  | Счёт: 93-97, 92-97, 91-98. |
| 25-2-1                                                      | 15 октября 2021                                             | Ронни Миттаг (31-4-4)                                       | Баскет-холл Арена, Казань, Россия                               | RTD 2 (10), 3:00                                            | |
| 24-2-1                                                      | 4 июня 2021                                                 | Рино Либенберг (21-7-1)                                     | Сибур Арена, Санкт-Петербург, Россия                            | UD 12 (12)                                                  | Счёт: 116-111, 118-109, 119-108. Защитил титул чемпиона по версии WBA Gold (2-я защита Чудинова) во 2-м среднем весе.              |
| 23-2-1                                                      | 20 февраля 2021                                             | Айзек Чилемба (26-7-2)                                      | Vegas City Hall, Красногорск, Московская область, Россия        | SD 10 (10)                                                  | Счёт судей: 97-93, 95-95 и 94-97.                                                                                                  |
| 23-2                                                        | 11 сентября 2020                                            | Умар Садик (10-1)                                           | БЦ «Химки», Химки, Россия                                       | TKO 12 (12), 0:26                                           | Защитил титул чемпиона по версии WBA Gold (1-я защита Чудинова) во 2-м среднем весе.                                               |
| 22-2                                                        | 13 декабря 2019                                             | Хассан Н’Дам Н’Жикам (37-4)                                 | Манеж, Владикавказ, Россия                                      | UD 12 (12)                                                  | Завоевал вакантный титул чемпиона по версии WBA Gold во 2-м среднем весе.                                                          |
| 21-2                                                        | 22 июля 2019                                                | Эсекьель Мадерна (26-5)                                     | Красная площадь, Москва, Россия                                 | KO 10 (12), 1:44                                            | Защитил титул чемпиона по версии WBA Continental во 2-м среднем весе.                                                              |
| 20-2                                                        | 16 мая 2019                                                 | Рафаэль Бехаран (26-3-1)                                    | Баскет-холл, Казань, Россия                                     | RTD 2 (12), 3:00                                            | Завоевал вакантный титул чемпиона по версии WBA Continental во 2-м среднем весе.                                                   |
| 19-2                                                        | 23 марта 2019                                               | Вужати Нуерланг (11-2)                                      | ДС «Надежда», Серпухов, Россия                                  | RTD 5 (10), 3:00                                            | |
| 18-2                                                        | 21 июля 2018                                                | Наджиб Мохаммеди (40-5)                                     | Олимпийский, Москва, Россия                                     | SD 12 (12)                                                  | Защитил титул чемпиона по версии WBA International во 2-м среднем весе. Счёт: 115-113, 111-118, 116-112.                           |
| 17-2                                                        | 3 февраля 2018                                              | Тимо Лайне (21-9)                                           | ЛД «Большой», Сочи, Россия                                      | RTD 7 (12), 3:00                                            | Защитил титул чемпиона по версии WBA International во 2-м среднем весе.                                                            |
| 16-2                                                        | 9 декабря 2017                                              | Райан Форд (14-0)                                           | Арена, Кемерово, Россия                                         | UD 12 (12)                                                  | Завоевал вакантный титул чемпиона по версии WBA International во 2-м среднем весе. Счёт: 119-110, 117-111, 116-112.                |
| 15-2                                                        | 22 июля 2017                                                | Хонатан Барбадильо (17-3-1)                                 | Красная площадь, Москва, Россия                                 | TKO 2 (10), 1:17                                            | |
| 14-2                                                        | 27 мая 2017                                                 | Джордж Гроувс (25-3)                                        | Шеффилд, Йоркшир, Англия                                        | TKO 6 (12), 1:14                                            | Бой за вакантный титул супер-чемпиона мира по версии WBA во 2-м среднем весе.                                                      |
| 14-1                                                        | 20 февраля 2016                                             | Феликс Штурм (39-5-3)                                       | Оберхаузен, Северный Рейн-Вестфалия, Германия                   | МD 12 (12)                                                  | Утратил титул супер-чемпиона мира по версии WBA во 2-м среднем весе (1-я защита Фёдора Чудинова). Счёт: 114-114, 113-115 (дважды). |
| 14-0                                                        | 26 сентября 2015                                            | Фрэнк Бульони (16-1-1)                                      | Стадион «Уэмбли», Лондон, Великобритания                        | UD 12 (12)                                                  | Защитил титул чемпиона мира по версии WBA Super во 2-м среднем весе (1-я защита Фёдора Чудинова). Счёт: 120-106, 118-108 и 117-109 |
| 13-0                                                        | 9 мая 2015                                                  | Феликс Штурм (39-4-3)                                       | Франкфурт, Германия                                             | SD 12 (12)                                                  | Завоевал вакантный титул регулярного чемпиона мира по версии WBA во 2-м среднем весе. Счёт: 118-110, 116-112, 112-116.             |
| 12-0                                                        | 11 декабря 2014                                             | Бен Маккалох (14-0)                                         | ДС Динамо, Москва, Россия                                       | КО 2 (12)                                                   | Завоевал титул временного чемпиона мира по версии WBA во 2-м среднем весе.                                                         |
| 11-0                                                        | 28 июня 2014                                                | Энди Перес (19-0)                                           | «Sheraton Hotel», Санто-Доминго, Доминиканская Республика       | ТКО 3 (10)                                                  | Завоевал вакантный титул WBA Fedecaribe во 2-м среднем весе. Перес в нокдауне в 1-м, 2-м и 3-м раундах.                            |
| 10-0                                                        | 23 марта 2014                                               | Степан Божич (28-7)                                         | СК «Знамя», Ногинск, Московская область, Россия                 | RTD 5 (12)                                                  | Завоевал вакантный титул WBC CIS and Slovenian Boxing Bureau (CISBB) во 2-м среднем весе. Божич в нокдауне в 5-м раунде.           |
| 9-0                                                         | 21 декабря 2013                                             | Фрэнсис Чека (30-7-1)                                       | ДС Динамо, Москва, Россия                                       | RTD 3 (6)                                                   | |
| 8-0                                                         | 15 ноября 2013                                              | Джимми Колас (32-9)                                         | Sport Palace, Барнаул, Алтайский край, Россия                   | UD 10 (10)                                                  | Счёт судей: 100-90 (трижды). |
| 7-0                                                         | 24 августа 2013                                             | Карама Нийлавила (15-9-2)                                   | Open Air Bike Show, Волгоград, Волгоградская область, Россия    | TKO 3 (10)                                                  | Нийлавила в нокдауне в 1-м и во 2-м раундах.                                                                                       |
| 6-0                                                         | 18 мая 2013                                                 | Хулио Акоста (5-1-1)                                        | Спортивный центр «Юность», Климовск, Московская область, Россия | KO 4 (8)                                                    | |
| 5-0                                                         | 19 мая 2012                                                 | Константин Ляшик (дебют)                                    | Спортивный центр «Юность», Климовск, Московская область, Россия | TKO 1 (6)                                                   | |
| 4-0                                                         | 25 марта 2010                                               | Джереми Джонс (1-2-1)                                       | Commerce Casino, Коммерс, Калифорния, США                       | KO 2 (4)                                                    | Джонс в нокдауне в 1-м и во 2-м раундах.                                                                                           |
| 3-0                                                         | 17 декабря 2009                                             | Сезар Ибарра (5-2)                                          | Commerce Casino, Коммерс, Калифорния, США                       | UD 4 (4)                                                    | Счёт судей: 40-35, 39-36 (дважды).                                                                                                 |
| 2-0                                                         | 22 августа 2009                                             | Михаил Любарский (3-11)                                     | Pala Casino Spa and Resort, Калифорния, США                     | ТКО 1 (4)                                                   | |
| 1-0                                                         | 10 июля 2009                                                | Шон Кирк (4-4)                                              | Reno Events Center, Рино, Невада, США                           | ТКО 1 (4)                                                   | Профессиональный дебют. |

## Спортивные достижения

### Профессиональные мировые
- 2014—2015  Временный чемпион мира по версии WBA.
- 2015—2016  Чемпион мира по версии WBA.
- 2016  Супер-чемпион мира по версии WBA.